# Nazaré (Portugal)
Pour les articles homonymes, voir Nazaré.
Nazaré est une ville portugaise du district de Leiria située dans la sous-région de l'Ouest, dans la province de l'Estrémadure et l'Ouest et Vallée du Tage. Ses habitants sont appelés les Nazarenos et Nazarenas.
La ville s’étend sur 82,4 km2 et compte 14 885 habitants depuis le recensement de la population de 2021. La densité de population est de 181 hab./km2 sur la ville.
Entourée par Alcobaça, Caldas da Rainha et Marinha Grande, Nazaré est située à 10 km au nord-ouest d’Alcobaça, la plus grande ville aux alentours. La ville est située à 118 mètres d’altitude, bien qu’une bonne partie soit au niveau de la mer.
La plage Nord (Praia do Norte), en particulier au pied du fort de Nazaré, est un spot de surf renommé internationalement, où les records des plus grosses vagues surfées sont battus régulièrement. Ce phénomène est permis par la présence, au large, du canyon de Nazaré qui canalise la houle.

## Histoire
La désignation de ville de Nazaré a été attribuée en 1912 à l’ensemble urbain composé des noyaux populationnels de Praia, Sítio et Pederneira, aux origines chronologiques et communautaires différenciées, mais reliés entre eux par la partie urbaine.

### Praia
La plage de Nazaré est d’origine relativement récente : en effet, jusqu’au XVIIe siècle, la mer venait frapper les contreforts de la Serra da Pederneira, couvrant toute l’aire aujourd’hui occupée par la plage et les maisons. Les rapides transformations géologiques survenues au long de ce siècle-là ont provoqué le recul de la mer et l’ensablement de l’aire, découvrant ainsi la baie. Les premières références à la pêche à Nazaré datent de 1643 ; cependant, ce n’est que vers le début du XIXe siècle que la population commença à s’installer sur la nouvelle plage. Les pêcheurs habitaient surtout sur les parties hautes de la ville — Sítio et Pederneira — car les fréquentes attaques des pirates algériens faisaient de la grève un lieu peu sûr.
Nazaré est devenue célèbre et réputée comme plage de bains vers le milieu du XIXe siècle. La pêche, la transformation du poisson et sa vente ont été les principales activités de la population durant quasiment tout le XXe siècle. La dureté de la vie de la mer et les périls constants ont poussé de nombreux pêcheurs à partir à la recherche d’une nouvelle vie loin de leur ville.
La construction du port de pêche et de plaisance, dans les années 1980, a changé et amélioré les conditions de vie des pêcheurs, qui initièrent ainsi une nouvelle phase du quotidien de la ville. Dans les années 1960, le tourisme s’est développé et Nazaré a commencé à être connue internationalement, notamment à cause de son spot de surf où a été surfée la vague la plus haute du monde. La hauteur de ces vagues qui peuvent atteindre jusqu'à 30 mètres devant la Praia do Norte s'explique par le canyon sous-marin de 5 kilomètres de profondeur à son point le plus bas qui remonte du fond de l'océan sur 210 kilomètres avant de se refermer à quelques encablures de la côte, près du Promontio de Sitio, falaise haute de 110 mètres.

### Sítio
Le Sítio, au sommet du promontoire, est un lieu de religiosité et de pèlerinage depuis le XIIe siècle, associé à la légende de Notre-Dame de Nazareth et à son culte.
En raison des difficultés d’accès, le Sítio commença à se développer seulement vers le milieu du XVIIe siècle, s’agrandissant davantage le siècle suivant. La mise en place du funiculaire mécanique faisant la liaison entre la plage et le Sítio, en 1889, permit un nouveau progrès du Sítio, déjà à l’époque très visité par les pèlerins et les pénitents. Le belvédère du Sítio est situé à 110 mètres d’altitude.

### Pederneira
Pederneira est un village de pêcheurs depuis le XIIe siècle, autrefois appelé Seno Petronero, qui signifie « golfe de Pederneira ». À cette époque-là, la ville se situait plus à l’intérieur et la pêche dans le golfe était la principale activité de la population.
Le bourg s’est développé à la fin du XVe siècle quand les pêcheurs venus du port de Paredes, détruit par les sables maritimes, arrivèrent ici. Pederneira fut un des ports de mer les plus importants des terres (Coutos) appartenant au monastère d’Alcobaça. À l’époque de l’apogée des découvertes maritimes portugaises — aux XVe et XVIe siècles — la ville fut l’un des chantiers navals les plus importants du royaume, d’où sortirent plusieurs embarcations et caravelles. Les marchandises ainsi que le bois de la Pinède du Roi (ou Pinède de Leiria) sortaient du port de Pederneira vers la capitale et l’outre-mer. Plusieurs pêcheurs d’ici devinrent marins et partirent vers la route des Indes.
Le développement de Sítio et le progressif recul de la mer par l’ensablement du golfe, ainsi que l’apparition de la nouvelle plage, furent responsables de la décadence de Pederneira, à la fin du XVIIIe siècle. Même l’arrivée des pêcheurs venus de la région d’Aveiro ne fut pas suffisante pour lui redonner vie. Lentement les habitants vinrent s’installer sur la nouvelle baie.
De nos jours, Pederneira est un des noyaux de population de Nazaré.

## Le phare
Le phare de Nazaré, construit en 1903, se trouve dans l'enceinte du fort de São Miguel Arcanjo et il est classé comme Immeuble d'intérêt public.

## Géographie
- Au sud, de Porto (215 km) / d’Aveiro (148 km) / de Figueira da Foz (90 km)
- Au nord, de Lisbonne (122 km)
- À l’ouest, de Tomar (84 km) / Fátima (50 km)
- Au sud-est, de Leiria (37 km) / de Coimbra (115 km)
- Au nord-ouest, de Peniche (64 km)
- Au nord-ouest, de Santarém (86 km)

## Patrimoine mondial proche de Nazaré
- Monastère d'Alcobaça (patrimoine culturel)
- Monastère de Batalha (patrimoine culturel)

## Démographie
| 1801  | 1849  | 1900  | 1930   | 1960   |
| ----- | ----- | ----- | ------ | ------ |
| 2 877 | 4 277 | 8 393 | 10 406 | 13 511 |

| 1981   | 1991   | 2001   | 2011   | 2021   |
| ------ | ------ | ------ | ------ | ------ |
| 15 436 | 15 313 | 15 060 | 15 158 | 14 881 |

## Climat
Climat méditerranéen avec été chaud.

## Administration
Le maire actuel de Nazaré est Walter Chicharro.

## Transports à Nazaré
La ville est desservie par l’autoroute de l’Ouest , qui relie la  à proximité de Lisbonne à la  à proximité de Leiria.
Destinations depuis la gare de Valado dos Frades (5 km de Nazaré) :
- gare de Lisbonne ;
- gare de Porto ;
- gare de Coimbra.

Aéroports les plus proches :
- aéroport international de Portela (Lisbonne) (117 km) ;
- aéroport Francisco Sá-Carneiro (Porto) (224 km).

## Jumelage
- Badajoz (Espagne)
- Nogent-sur-Marne (France)
- Capbreton (France)
- Consdorf (Luxembourg) depuis 2017[3].
- Zushi (Japon)

## Événements

### Fête religieuse
La Festa de Nossa Senhora de Nazaré (fête de Notre-Dame de Nazaré) s'est tenue du 8 septembre au 16 septembre 2012.

### Surf

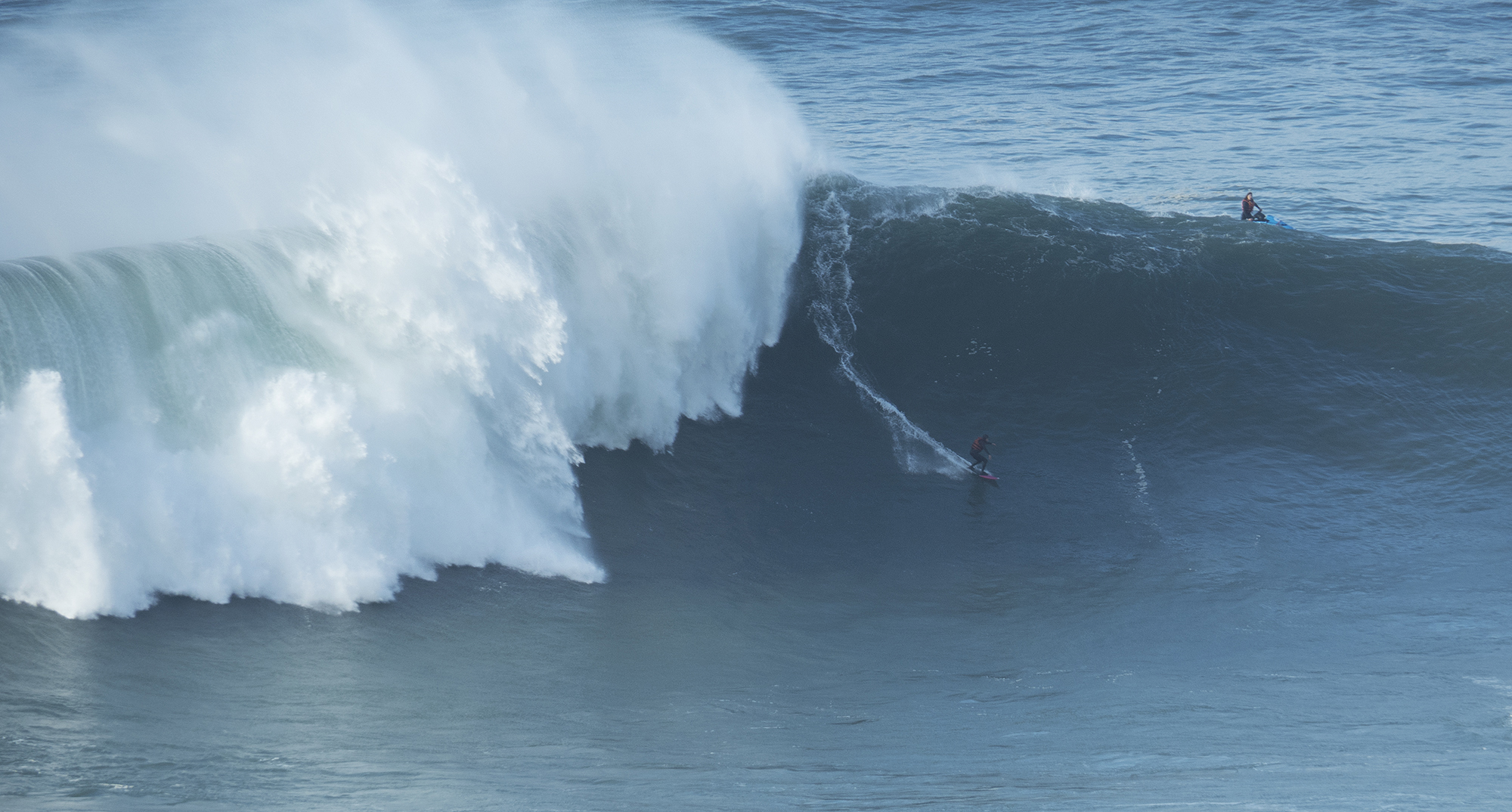
Un surfeur sur une vague de Nazaré en 2017.

Nazaré accueille chaque année des vagues immenses, peut-être les plus grosses vagues surfables au monde. Garrett McNamara (en) a découvert ce spot en 2011 après avoir été contacté par un surfeur local. Il y a surfé des vagues exceptionnelles, dont l'une, estimée à 23,77 m de haut, est la plus grosse vague jamais surfée à la date de janvier 2013. Ce record est battu par le brésilien Rodrigo Koxa le 8 novembre 2017 en surfant une vague de 24,38 m, puis par l'Allemand Sebastian Steudtner avec une vague de 26,2 m en octobre 2020.
Un surfeur brésilien se tue en surfant la vague de Nazaré le 6 janvier 2023. En arrêt cardio-respiratoire après une chute sur le spot de praia do norte, il n'a pas pu être réanimé par les sauveteurs.
De telles vagues s'expliquent par la présence du canyon de Nazaré, un canyon sous-marin long d'une centaine de kilomètres, dont la profondeur maximum atteint cinq kilomètres, et qui se termine sur la côte de Nazaré. Du fait de cette configuration très particulière, la houle de l'océan est canalisée vers Nazaré, où elle parvient sans avoir été freinée, lui permettant de déferler avec une énergie hors du commun, en des vagues pouvant dépasser vingt mètres.

### Films et Séries TV
Depuis 2019, dans la ville de Nazaré, est tourné une série intitulé "Nazaré", du nom de la ville ainsi que le nom de l'héroïne de la série incarné par Carolina Loureiro. Cette série est diffusée sur la chaîne portugaise SIC, du lundi au vendredi depuis le 9 septembre 2019.

## Personnalités liées à la ville
- Paul Girol (1911-1988), peintre français ayant peint et exposé à Nazaré, dit de la sorte « l'un des plus célèbres ambassadeurs du village de pêcheurs », y a donné son nom à la galerie municipale et à une rue[9].
- Lázaro Lozano (1906-1999), peintre luso-espagnol, est né à Nazaré.

## Galerie

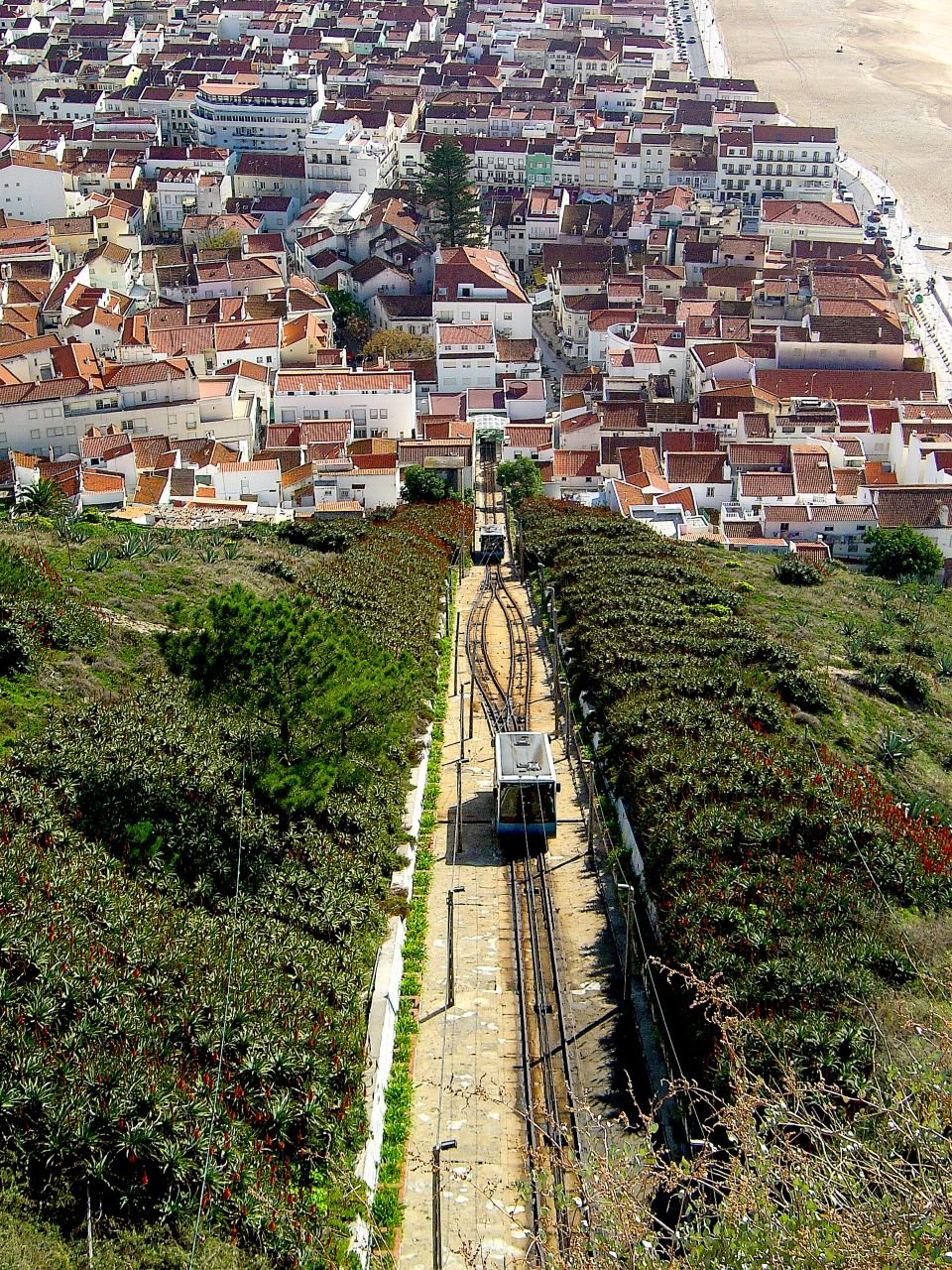
Le funiculaire reliant la plage au Sítio.
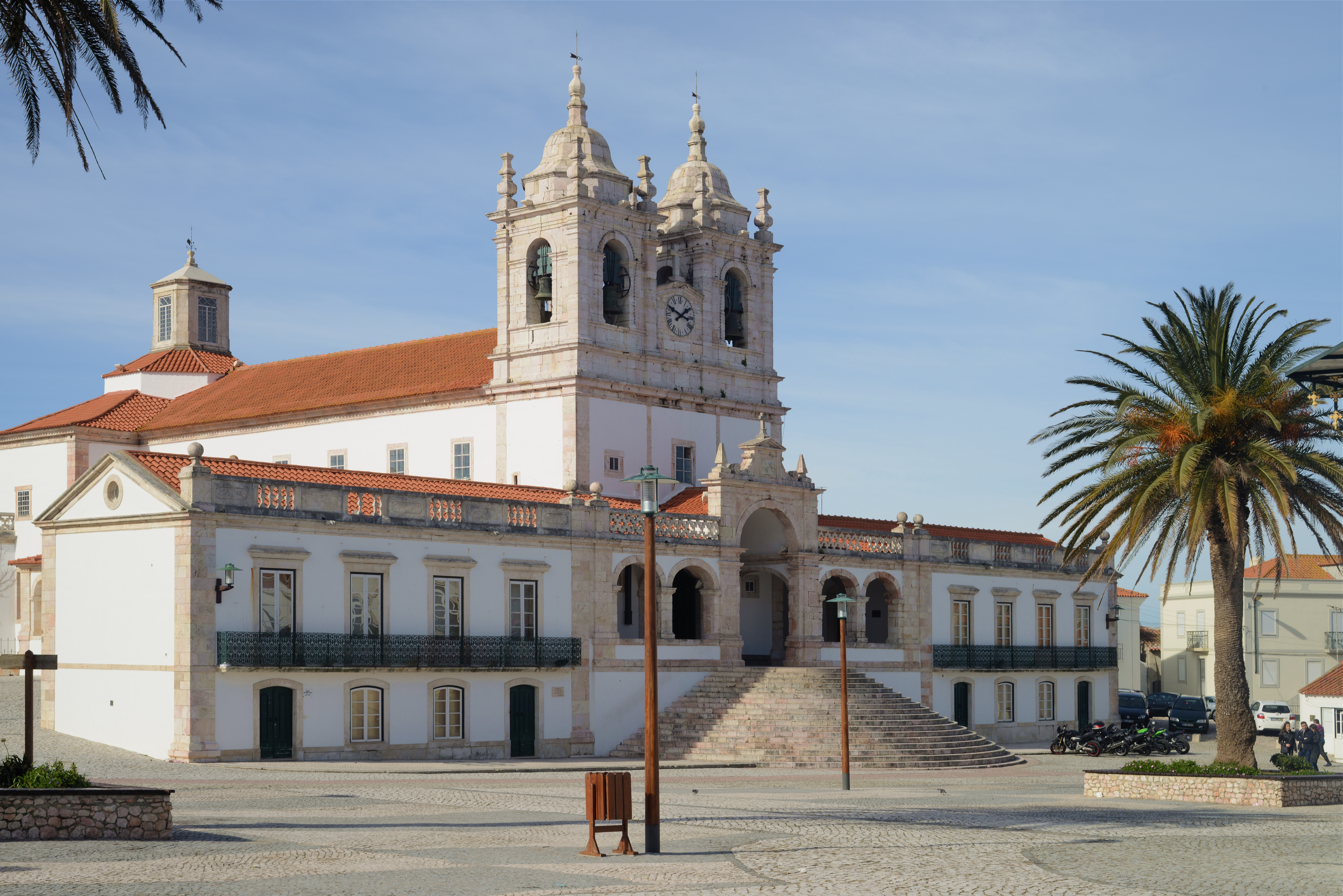
Le sanctuaire Notre-Dame de Nazaré (en) sur le promontoire du Sítio.
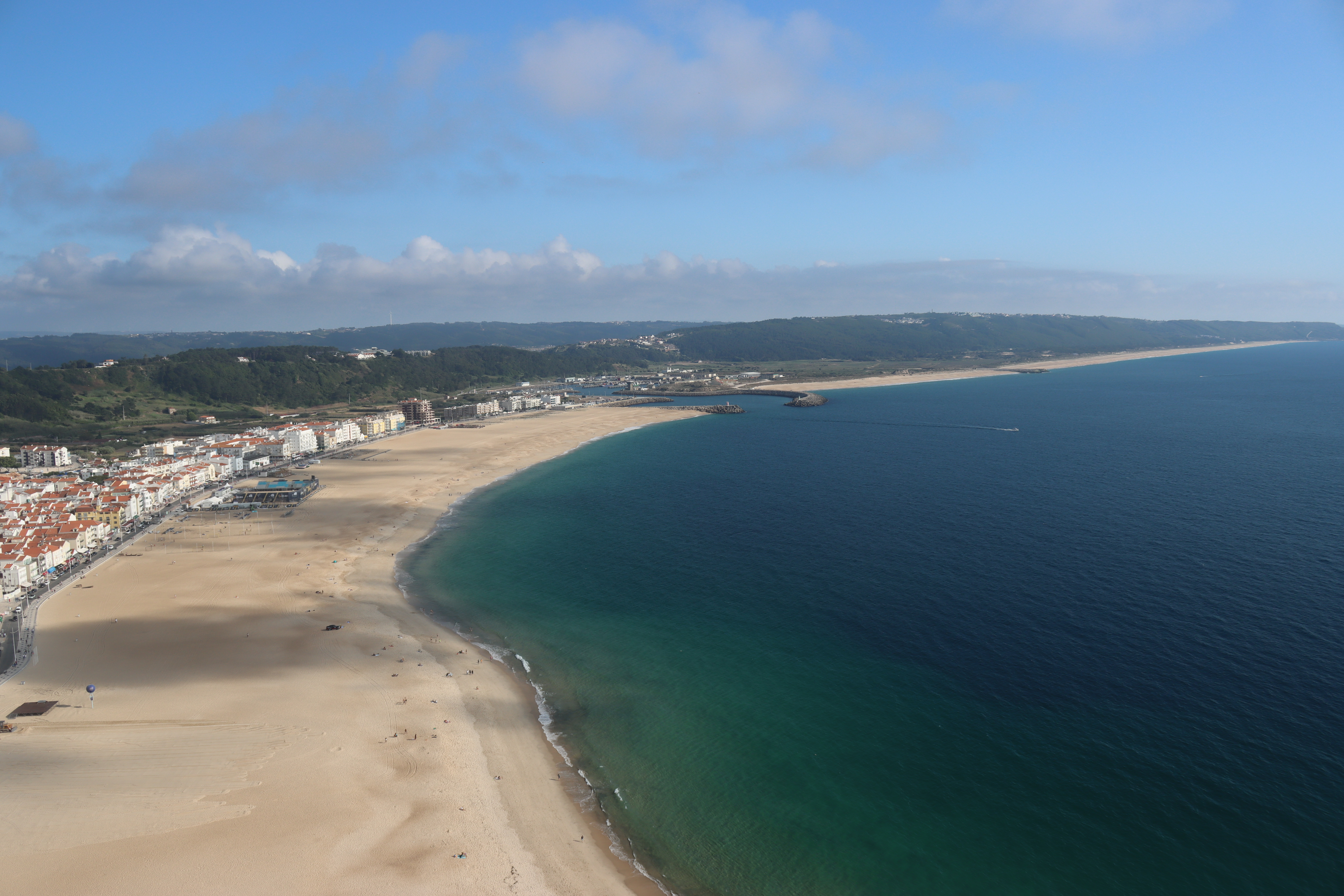
La plage
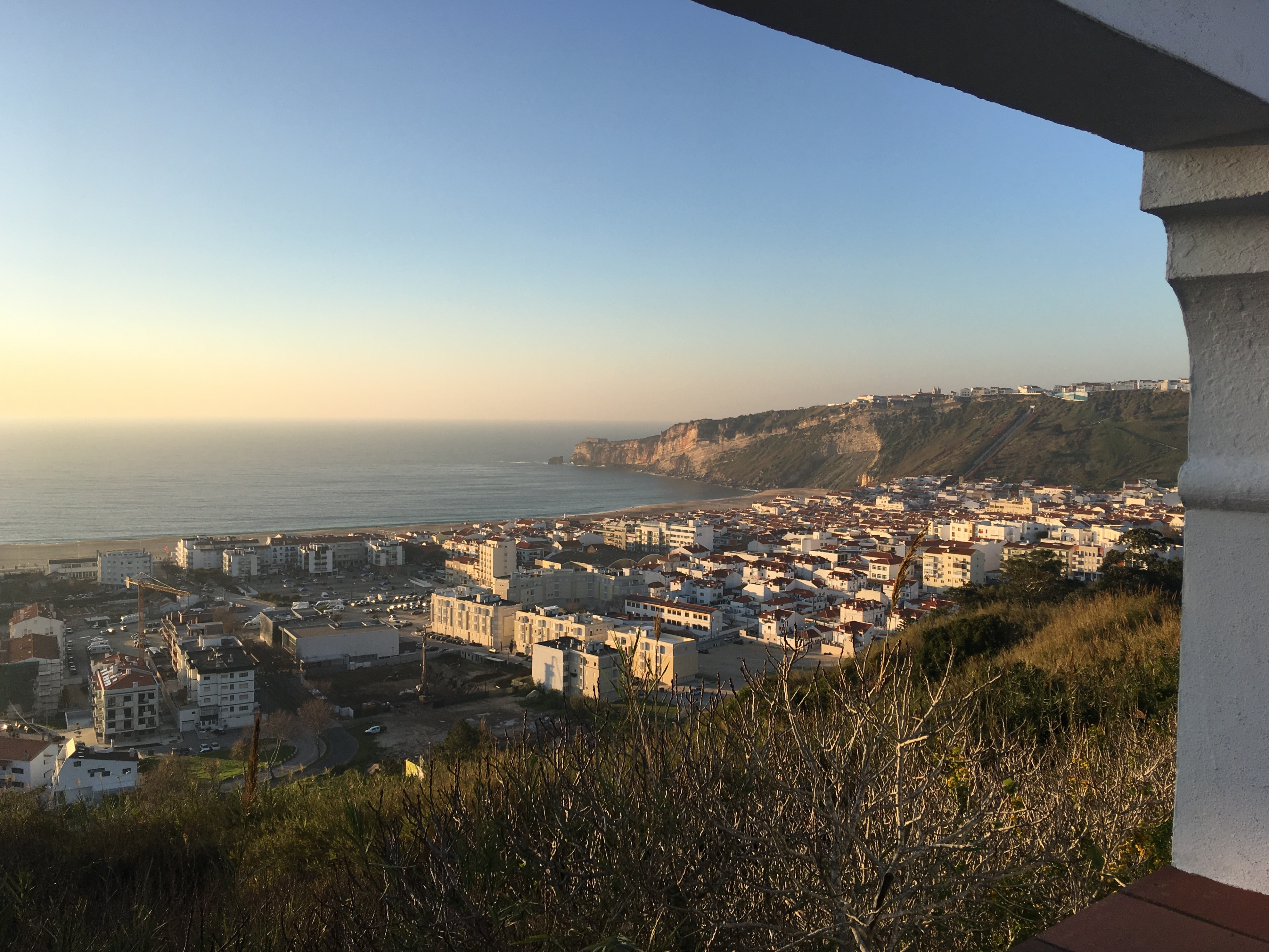
Vue générale au couchant.
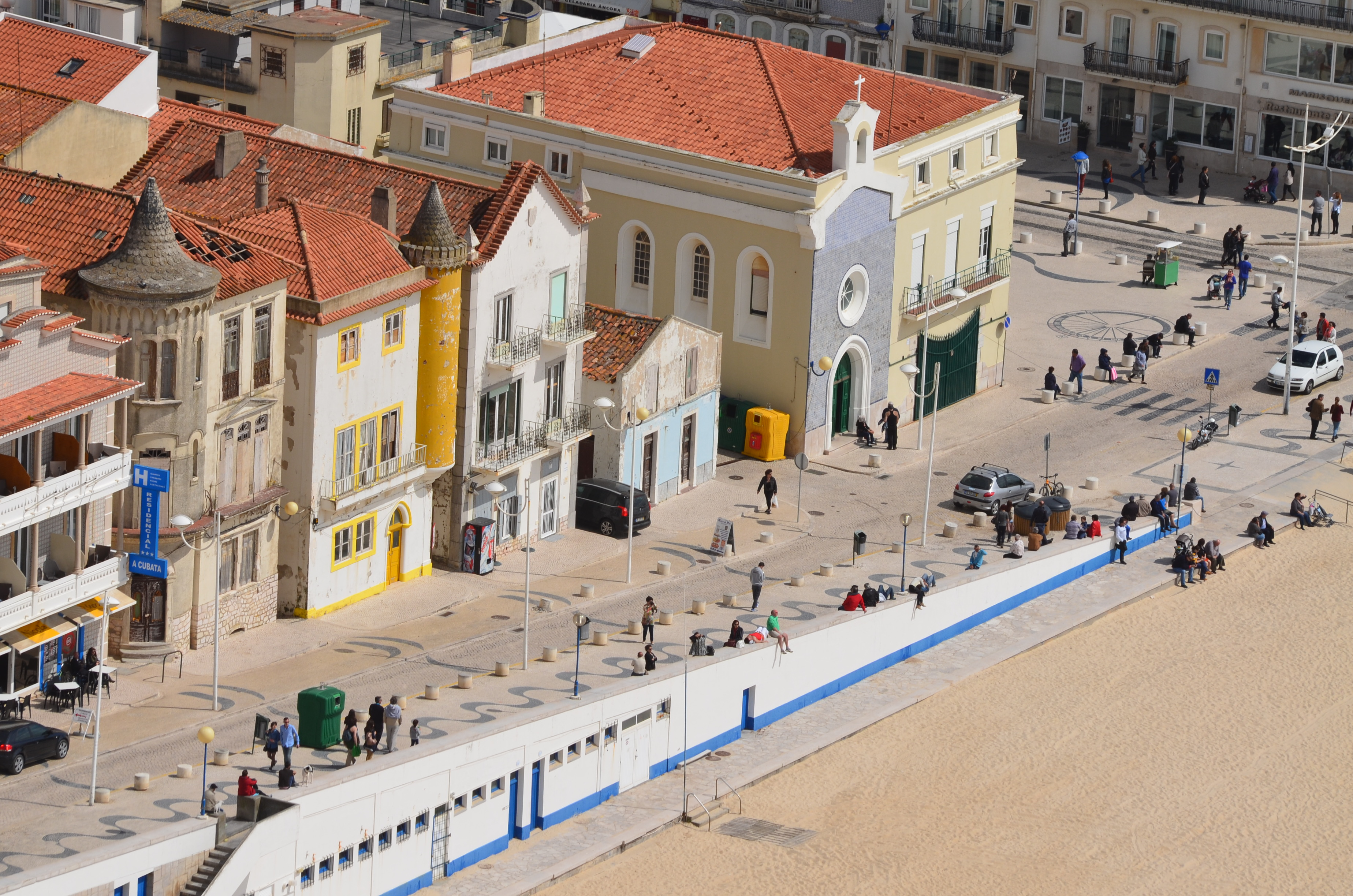
Le front de mer avec la chapelle Notre-Dame des Affligés.